# Echinochloa haploclada
Echinochloa haploclada är en gräsart som först beskrevs av Otto Stapf, och fick sitt nu gällande namn av Otto Stapf. Echinochloa haploclada ingår i släktet hönshirser, och familjen gräs. Inga underarter finns listade i Catalogue of Life.